# Шалагино (Нижегородская область)
 Шалагино  — деревня в Шарангском районе Нижегородской области в составе Роженцовского сельсовета.

## География
Расположена на расстоянии примерно 8 км на юг-юго-запад по прямой от районного центра посёлка Шаранга.

## История
Упоминается с 1891 года как починок Шалагин, где в 1905 дворов 28 и жителей 182, в 1926 (деревня Шалагино) 109 и 234, в 1950 41 и 168. Основана в 1850-х годах выходцами из-под Яранска. Работали колхозы «Искра» и «Заветы Ильича».

## Население
Постоянное население составляло 25 человек (русские 100 %) в 2002 году, 15 в 2010.